# 서울 진관동 석 보살입상
서울 진관동 석 보살입상(서울 津寬洞 石 菩薩立像)은 서울특별시 은평구 진관동, 자씨각에 있는 고려 전기 석조(石造) 보살입상이다. 2011년 1월 13일 서울특별시의 유형문화재 제315호로 지정되었다.

## 개요
약 4등신의 신체 비례를 보이는 고려 전기 석조(石造) 보살입상으로 현재 진관동 산100-35번지 내 ‘자씨각(慈氏閣)’이라는 전각(殿閣) 안에 모셔져 있다.
얼굴은 장방형으로 뺨에 살이 올라 여성적이고 온화한 인상을 준다. 이마는 좁고 이목구비가 중앙으로 몰려 있는데 이러한 얼굴 표현은 나말여초의 불․보살상에 많이 보이는 형태이다. 보계(寶髻)가 높게 솟아 있고, 보계와 머리 중간에 정면과 좌우 측면에 장식이 달린 보관(寶冠)을 착용하고 있다. 불상의 육계(肉髻)처럼 높은 보계를 지닌 보살상은 강원도 원주시 매지리 석조보살입상 등 주로 나말여초~고려 전기에 많이 나타난다. 황색 구슬로 만든 백호(白毫)는 후보(後補)된 것이다.
약 4등신의 단구형(短軀形) 신체는 당당하면서도 양감과 볼륨감이 넘친다. 상체에서 하체로 이어지는 굴곡이 뚜렷하고, 가슴과 둔부는 양감이 넘친다. 그러나 통일신라시대 보살상에 보이는 팽팽한 긴장감과 탄력감은 사라져 시대양식의 변화를 살펴볼 수 있다. 즉 풍만한 양감과 볼륨감을 나타내면서도 팽팽한 긴장감이 저하되는 점, 약 4등신의 신체 비례감, 균일한 간격으로 형식화된 옷 주름의 표현 등 고려 전기 보살상의 특징을 잘 보여주고 있다.
고려시대부터 나타나기 시작하는 대의(大衣)형 천의는 양쪽 어깨를 덮은 통견(通肩)이고 옷 주름 선은 도식적이고 균일하게 조각되었다. 깊게 파인 목선 아래로 반복적인 U자형 옷 주름이 이어지다가 다리 부분에서 Y자형으로 갈라져 대퇴부가 강조되면서 다시 U형을 이루는 이른바 우전왕식(優塡王式) 옷 주름선이 조각되어 있다. 소매의 옷 주름은 지느러미처럼 뻗어 나온 형태로 연속된 세로선의 주름선으로 조각되었다. 수인(手印)은 오른손은 가슴까지 들어 올려 엄지와 검지를 맞대고 있고, 왼손은 손목을 꺾어 옷자락을 감아쥐고 있다.
이와 같이 높게 솟은 보계와 대의형 천의를 걸치고 있는 특징은 현재까지 주로 충청도와 강원도 지역의 보살상에서 조사되었다. 그런데 유사한 특징을 보이는 진관동 석 보살입상이 서울지역에 존재함으로써 시대양식의 연구 및 중부지역 보살상 연구 등 고려시대 불교조각사 연구에 시사하는 바가 크다. 뿐만 아니라 진관동 석 보살입상이 불교가 매우 융성했던 것으로 알려진 삼각산 지역에 위치하고 있고, 최근 바로 인접한 지역에 대한 발굴 과정에서 ‘청담사(靑潭寺)’명 기와가 발견됨에 따라 최치원이 언급한 화엄십찰(華嚴十刹) 중 ‘삼각산 청담사’일 가능성이 있어 당시 불교의 일면을 파악하는데 중요한 자료라는 점에서도 의의가 크다.

## 같이 보기
- 진관동 석 아미타불좌상

## 참고 자료
- 진관동 석 보살입상 - 국가유산청 국가유산포털